# Carlos Calderón López
Carlos Calderón López (Almansa, Albacete, 14 de abril de 1995) es un futbolista español que juega como delantero en el FC Cartagena de la Primera Federación.

## Biografía
Carlos Calderón se formó en las categorías inferiores del Levante UD, debutando con el filial, Atlético Levante, el 27 de abril de 2014 en un partido contra el CF Reus Deportiu en el que sustituyó a Álvaro Traver. Tras varias temporadas en equipos de Segunda B y filiales, Calderón continuó desarrollándose en diferentes clubes de España.
En 2015, fichó por el RCD Mallorca "B" y marcó su primer gol sénior el 21 de febrero de 2016 contra el Ibiza Sant Rafel FC. Al año siguiente, el 29 de julio de 2016, firmó con el Getafe CF y fue asignado al equipo B. Debutó en la Primera División de España el 21 de octubre de 2017 contra el Levante UD, entrando como suplente de Amath Ndiaye. Poco después, el 24 de octubre de 2017, debutó en la Copa del Rey contra el Deportivo Alavés.
El 10 de julio de 2018 se unió al CD Lugo para las siguientes tres temporadas, aunque finalmente recaló en el Internacional de Madrid en la temporada 2018-2019 y posteriormente en el CD Tudelano.
En la temporada 2020-21, se unió a la SD Logroñés en Segunda División B. Durante su tiempo en el club riojano, disputó un total de 35 partidos en la Primera Federación, donde contribuyó con 10 asistencias y 4 goles. En 2022, firmó con el CD Badajoz, donde jugó hasta el final de la temporada, que concluyó con el descenso del club.
Tras la desafortunada temporada en Badajoz, fichó por la Cultural y Deportiva Leonesa para la temporada 2023-24 en la Primera Federación.
El 5 de julio de 2025, firmó por el FC Cartagena de la Primera RFEF.

## Clubes
Actualizado al último partido disputado el 27 de octubre de 2024.
| Club                                   | País   | Temporada       | Partidos | Goles |
| -------------------------------------- | ------ | --------------- | -------- | ----- |
| Atlético Levante Unión Deportiva       | España | 2014-2015       | 14       | 0     |
| Real Club Deportivo Mallorca "B"       | España | 2015-2016       | 31       | 3     |
| Getafe Club de Fútbol "B"              | España | 2016-2018       | 45       | 18    |
| Getafe Club de Fútbol                  | España | 2017-2018       | 2        | 0     |
| Club Deportivo Lugo                    | España | 2018            | 0        | 0     |
| Club de Fútbol Internacional de Madrid | España | 2018-2019       | 26       | 1     |
| Club Deportivo Tudelano                | España | 2020            | 5        | 1     |
| Sociedad Deportiva Logroñés            | España | 2020-2022       | 59       | 7     |
| Club Deportivo Badajoz                 | España | 2022-2023       | 35       | 2     |
| Cultural y Deportiva Leonesa           | España | 2023-2025       | 72       | 1     |
| FC Cartagena                           | España | 2025-Actualidad |          |       |